# Henri Lefèbre
Henri Lefèbre (Suresnes, Francia, 19 de diciembre de 1905-Marly-le-Roi, 11 de junio de 1970) fue un deportista francés especialista en lucha libre olímpica donde llegó a ser medallista de bronce olímpico en Ámsterdam 1928.

## Carrera deportiva
En los Juegos Olímpicos de 1928 celebrados en Ámsterdam ganó la medalla de bronce en lucha libre olímpica estilo peso ligero-pesado, tras el luchador sueco Thure Sjöstedt (oro) y el suizo Arnold Bögli (plata).